# خوان ديفيد كاسترو
خوان ديفيد كاسترو (بالإسبانية: Juan David Castro)‏ هو لاعب كرة قدم مكسيكي، ولد في 21 ديسمبر 1991 في مدينة فيراكروز في المكسيك. لعب مع نادي خواريز.